# Mercurialis longifolia
Mercurialis longifolia är en törelväxtart som beskrevs av Jean-Baptiste de Lamarck. Mercurialis longifolia ingår i släktet binglar, och familjen törelväxter. Inga underarter finns listade i Catalogue of Life.